# Ocinje

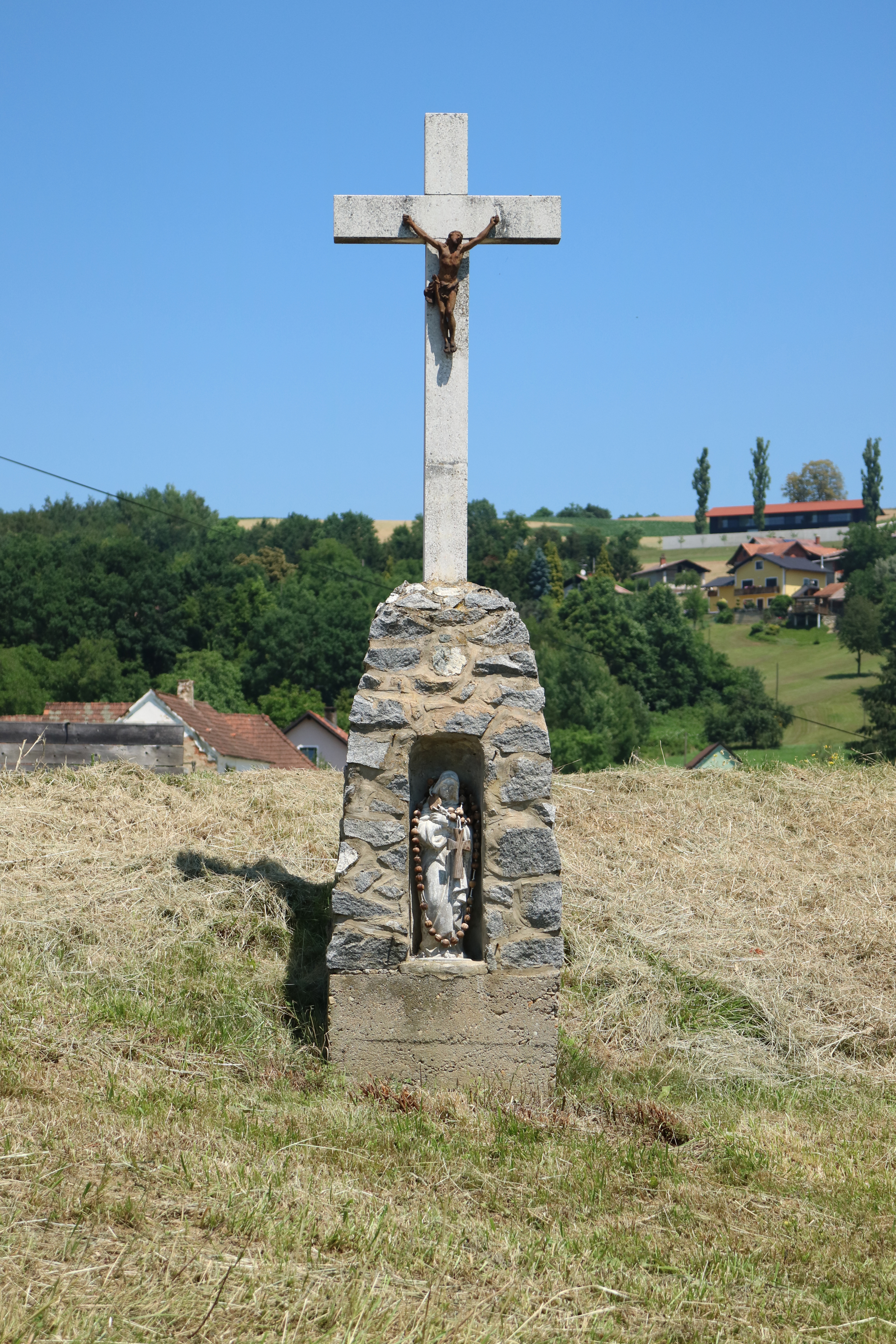
Wegkreuz in Ocinje

Ocinje (deutsch Guizenhof, ungarisch Gedöudvar) ist ein Dorf und ein Ortsteil der Gemeinde Rogašovci und liegt im hügeligen Goričko, in der historischen Region Prekmurje in Slowenien.
Im Nordosten der Ortschaft befindet sich mit dem 416 m. i. J. hohen Serdiški breg die zweithöchste Erhebung des Prekmurje. Der aus paläozoischen Schiefern aufgebaute Hügel ist durch die Ledava von seinem Nachbarberg Sotinski breg im Gemeindeteil Sotina getrennt.
Nordwestlich liegt die Dreiländerecke mit Maria-Theresien-Stein, die historische Grenzmarke Herzogtum Steyer zum Königreich Ungarn, heute Dreiländereck Sloweniens mit der Steiermark und dem Burgenland.